# Elizaveta Dement'eva
Elizaveta Grigor'evna Dement'eva (in russo Елизавета Григорьевна Дементьева?; Kostroma, 5 marzo 1928 – San Pietroburgo, 27 luglio 2022) è stata una canoista sovietica.
Il suo nome da nubile era Elizaveta Grigor'evna Kislova.

## Palmarès

### Olimpiadi
- 1 medaglia:
  - 1 oro (Melbourne 1956 nel K1 500 metri)

### Mondiali
- 2 medaglie:
  - 1 oro (Praga 1958 nel K1 500 metri)
  - 1 argento (Praga 1958 nel K2 500 metri)